# Wege zur Kunst
Wege zur Kunst ist ein Skulpturenweg in Schwäbisch Gmünd-Straßdorf, der im Jahr 2002 eingerichtet wurde und seither ständig erweitert wird.
Die Skulpturen befinden sich auf der Hochfläche nördlich von Straßdorf rechts und links von der nach Schwäbisch Gmünd führenden Landesstraße L1075 vor der Kulisse des Albtraufs. Träger des Projekts ist der FörderVerein Straßdorf e. V. Der Weg hat eine Länge von rund 3,5 Kilometer, einzuplanende Gehzeit etwa anderthalb Stunden.
Es werden ausschließlich Werke von Bildhauern aus dem Gmünder Raum berücksichtigt. Die meisten von ihnen wurden in Schwäbisch Gmünd geboren, die übrigen haben dort längere Zeit gewirkt oder sogar den größten Teil ihres Lebens verbracht.

## Skulpturen
Max Seiz: Ecce me – da bin ich, Bronzeguss, 2002
Die Skulptur erscheint wie ein griechischer Kouros. Seiz hat dazu geschrieben: „Ich bin als freier Mensch an das All gebunden, mit dem Land verbunden – mit Dir eingebunden und doch ein freier Mensch.“ Das lateinische „Ecce me!“ heißt wörtlich übersetzt „Sieh mich!“ im Sinne von „Hier bin ich!“ oder auch „Da bin ich!“
 Eckhart Dietz: Sieh doch im Osten das Morgenrot, Edelstahlguss, 2002
Der in Pfäffingen geborene Künstler lebte seit seiner Jugendzeit in Schwäbisch Gmünd. Die Skulptur erinnert an die vogelkundlichen Studien in seiner Jugend. Die Figur geht in Richtung Rechberg, der Blick zur aufgehenden Sonne nach Osten zum Rosenstein.
 Josef Baumhauer: Daphne, Bronzeguss, 2002
Daphne, eine Nymphe, verwandelt sich in einen Baum, um sich dem zudringlichen Gott Apollon zu entziehen. Diese Skulptur steht am höchsten Punkt im Gewann Schorren.
 Fritz Nuss: Hirtin, Bronzeguss, 1978
Der in Göppingen geborene Bildhauer absolvierte in Schwäbisch Gmünd eine Ausbildung zum Ziseleur und studierte dann an der dortigen Staatlichen Höheren Fachschule für Edelmetallindustrie. Von 1952 bis 1972 leitete er an der Fachhochschule für Gestaltung in Schwäbisch Gmünd die Klasse für plastisches Gestalten. Die Figur erinnert an die ausgedehnten Straßdorfer Schafweiden. 
 Rolf Haug: Stele, Betonguss, um 1965 
Durch eine Kriegsverletzung fast völlig erblindet, fand Haug seine besondere Ausdrucksform in der Umsetzung seines Menschenbildes. Die Stele wurde 2019 durch einen Lastkraftwagen irreparabel zerstört und konnte inzwischen durch eine ähnliche ersetzt werden.
 Jakob Wilhelm Fehrle: Mädchen, Bronzeguss, 1952
Auch das 1935 errichtete Denkmal für die Gefallenen des Ersten Weltkrieges auf dem Schwäbisch Gmünder Marktplatz, eine neun Meter hohe Bronzesäule nach Vorbild der Trajanssäule mit umlaufendem Relief, stammt von Fehrle.
 Paulamaria Walter: Die anvertrauten Pfunde, Sandsteinrelief, 1963
Die Ulm geborene Bildhauerin verbrachte den größten Teil ihres Lebens in Schwäbisch Gmünd. Das Relief thematisiert das Gleichnis von den anvertrauten Talenten und befand sich seit 1963 an einer Fassade der 2001 abgerissenen Landeszentralbank-Filiale in Villingen-Schwenningen. Die Sandsteinfiguren wurden in Straßdorf originalgetreu in eine Betonplatte eingesetzt.
 Adolf Bidlingmaier: Lebensalter, Muschelkalkrelief, 1939
Die Plastik befand sich seit 1939 an der Fassade des 2006 abgerissenen Gebäudes der Landesbank Baden-Württemberg in der Königsstraße 5 in Stuttgart. Um die 30 Tonnen schwere Plastik aufzubauen, waren ein Fundament und eine Rückwand aus 60 Tonnen Beton erforderlich.
 Eugen Ferdinand Greiner: Sitzender Löwe, Steinskulptur, um 1935 (Kopie 2013)
Der Bildhauer und Konditor hinterließ über zweihundert Plastiken, darunter zahlreiche Löwen, Tiger und Leoparden, die er in Zoos beobachtet hatte, um am lebenden Objekt Gestalt und Bewegung zu studieren. In seinen Tierplastiken fließen Naturalismus, Neoklassizismus und ein vereinfachender Monumentalstil zusammen. Ein weiterer Löwe befindet sich im Gmünder Stadtgarten.
 Albert Holl: Sitzendes Mädchen, Steinskulptur, 1932 (Kopie 2014)
Der Künstler lehrte an der Staatlichen Höheren Fachschule für Edelmetallindustrie, war aber auch Münzplastiker. Zu seinen bekanntesten Werken gehört die von 1951 bis 1974 in einer Auflage von 260 Millionen Stück herausgegebene 5-DM-Münze.
 Daniel Wagenblast: Wallfahrer, Aluguss, 2013
Die Figur stand im Gelände der Landesgartenschau Schwäbisch Gmünd 2014 als Leihgabe am Josefsbach neben der Stadtvilla in der Parlerstraße 12. Sie erinnert an eine Wallfahrt vom Schwäbisch Gmünder Heilig-Kreuz-Münster (auf dem linken Arm der Skulptur) an der Straßdorfer Marienkapelle (auf dem rechten Arm) vorbei zur Marienkirche auf dem Rechberg, den die Gmünder Bevölkerung 1945 aus Dank, dass ihre Stadt vom Zweiten Weltkrieg weitgehend verschont blieb, unternommen hat. Münster, Marienkapelle und Rechberg kann man von der Skulptur, die eigens für diesen Standort geschaffen wurde, aus sehen.
 Klaus H. Hartmann: Bank, Metall, 1987
Im Rahmen der Landeskunstwochen 1987 in Schwäbisch Gmünd zusammen mit Bänken von sechs weiteren Gmünder Bildhauern entstanden, ursprünglich auf einem Spielplatz am Josefsbach, zuletzt hinter dem Bahnhof aufgestellt, wo mit Skateboards darüber gefahren wurde.
 Andreas Futter: Weitblick, Bronze, 2020
Der in Hechingen geborene Künstler lebt und arbeitet seit 2005 in Schwäbisch Gmünd. Die 2020 aufgestellte gekrönte Figur ist untersetzt, hat kurze Beine und sitzt auf einem Pferd, die Zügel in der Hand. Die Knollennase macht die Figur bewusst unspektakulär, was von des „Königs“ kurzen Hosen unterstrichen wird. Das Pferd hat Räder an den Beinen. Gefährlich, wenn sie rollen würden, denn der Sockel ist klein.
 Marienkapelle, Barockbau, 1719
Die Marienkapelle ist in den Skulpturenpfad integriert und soll ein Querverweis zu weiteren sakralen Bauten in Straßdorf sein: Die im Kern romanische alte Pfarrkirche St. Cyriakus beim Friedhof und die neue Pfarrkirche St. Cyriakus, die 1913–1915 von Hans Herkommer im Jugendstil errichtet wurde.

## Galerie

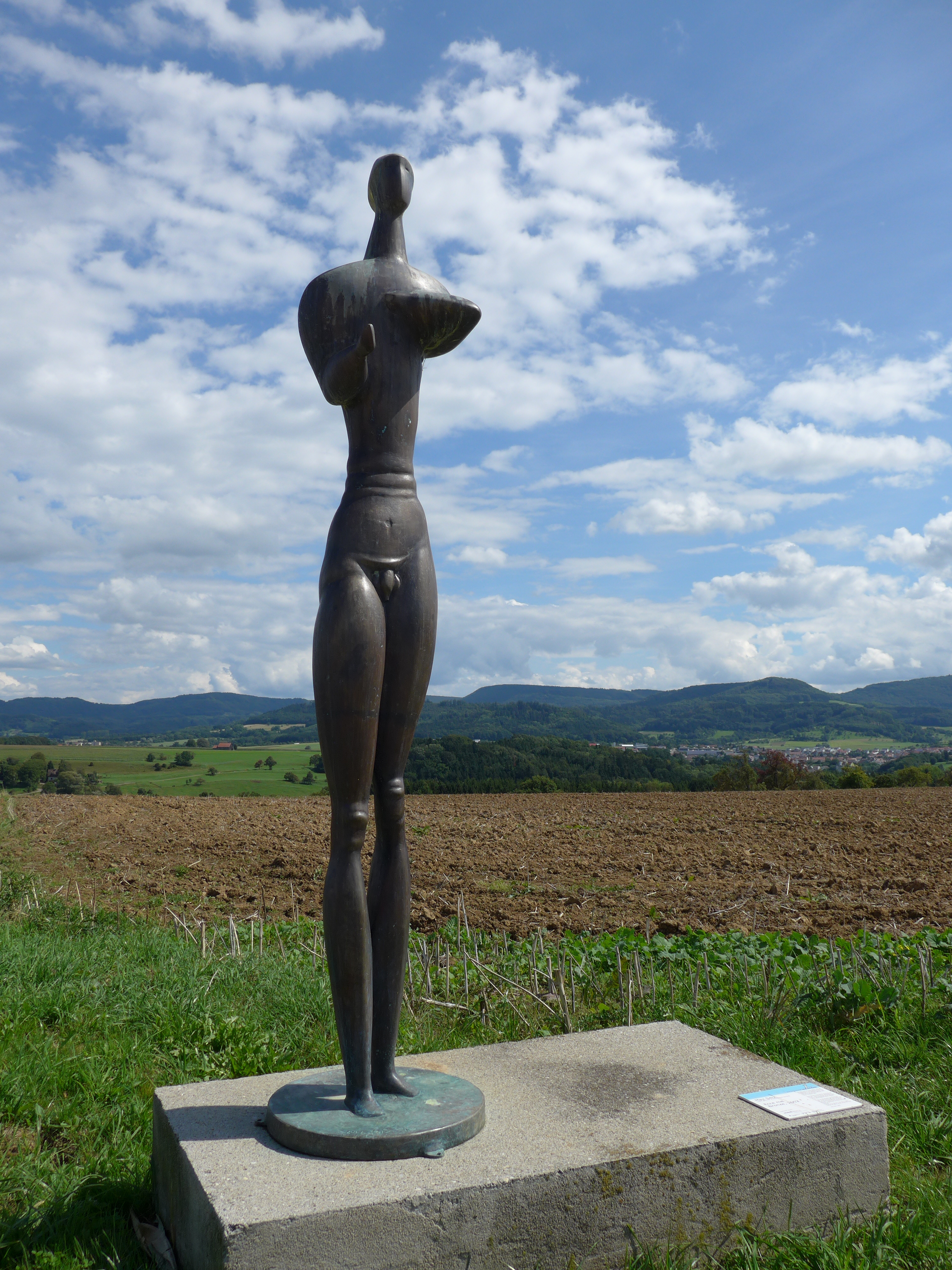
Max Seiz: Ecce me – da bin ich, Bronzeguss, 2002
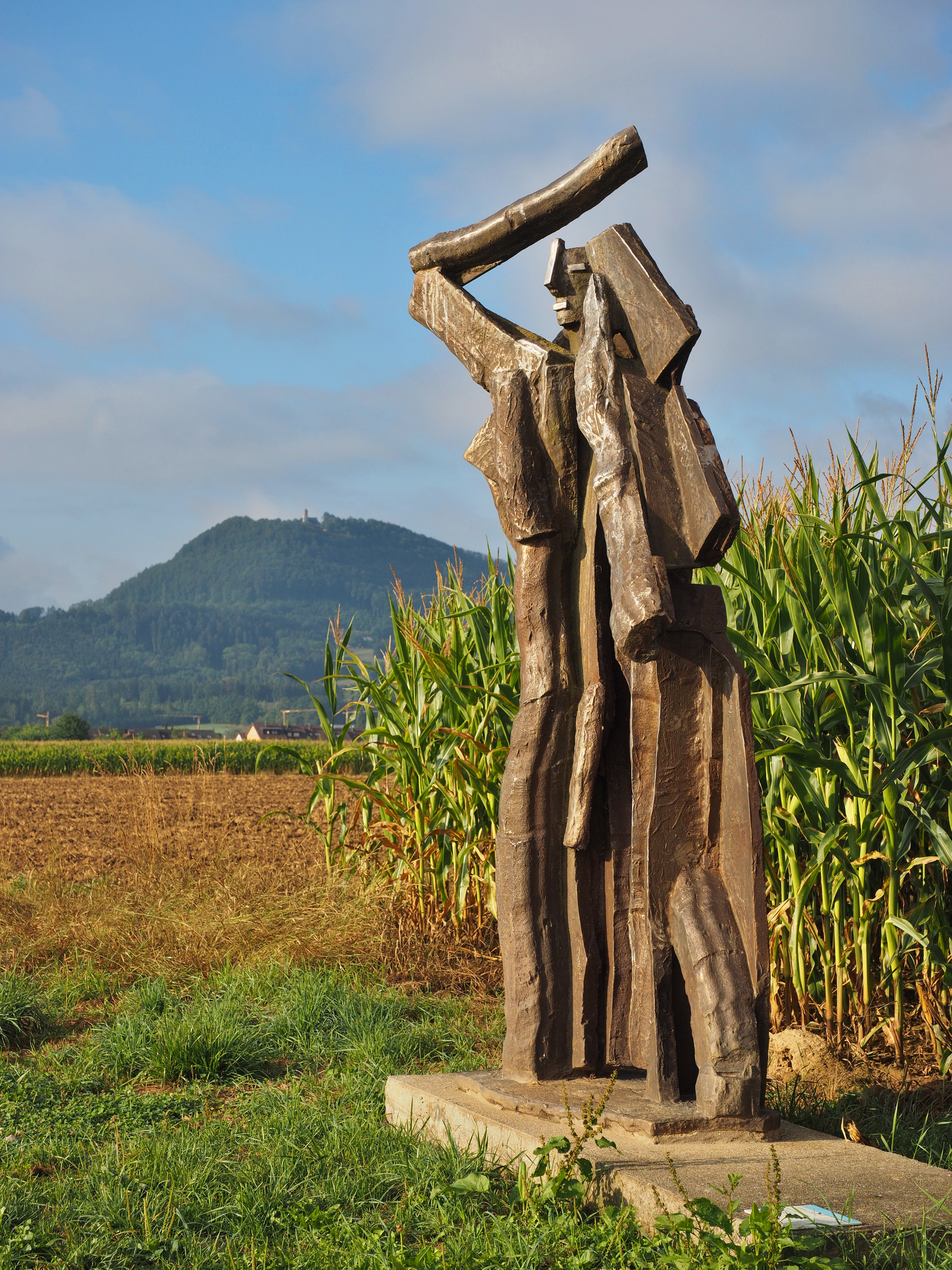
Eckhart Dietz: Sieh doch im Osten das Morgenrot, Edelstahlguss, 2002
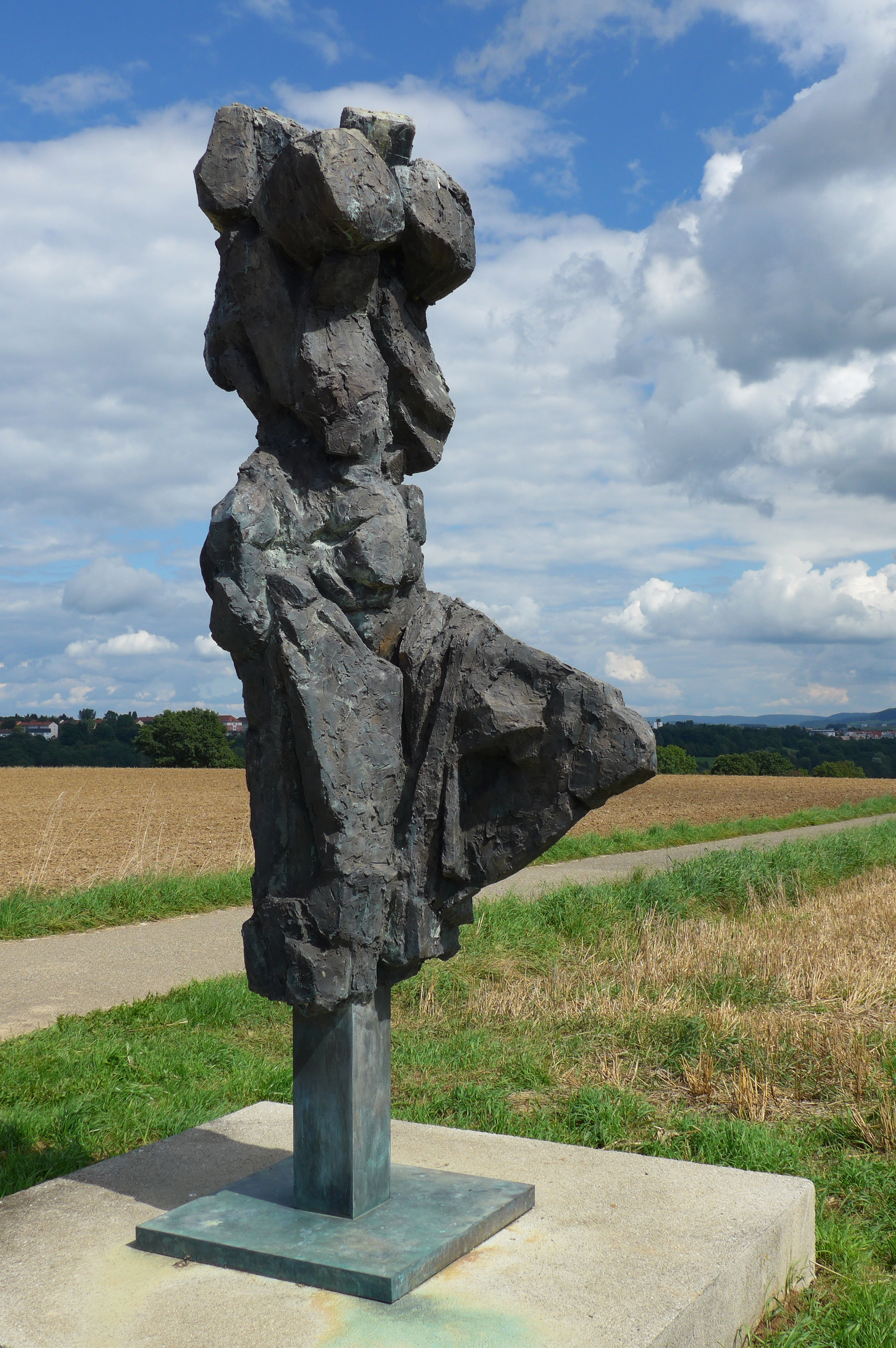
Josef Baumhauer: Daphne, Bronzeguss, 2002
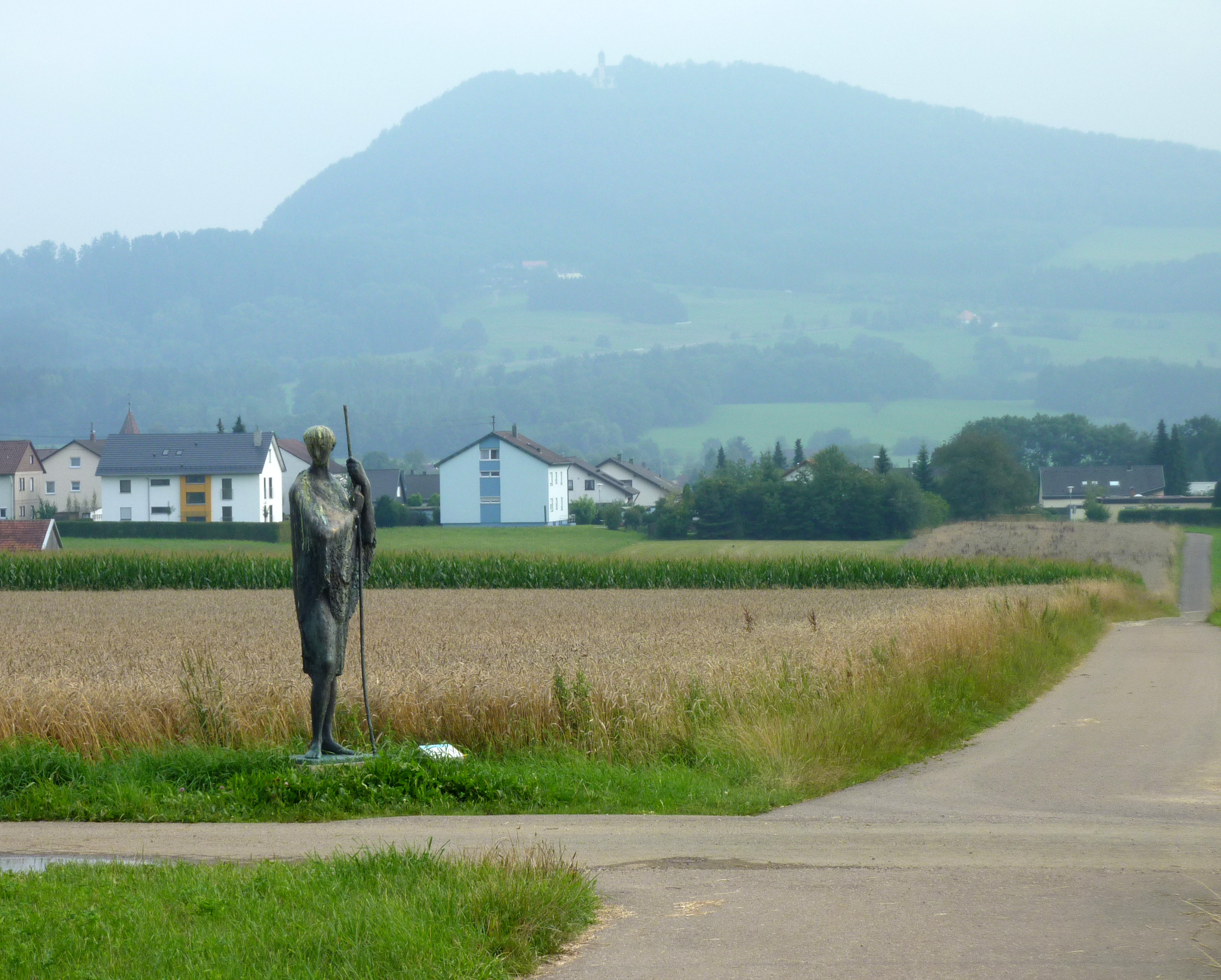
Fritz Nuss: Hirtin, Bronzeguss, 1978
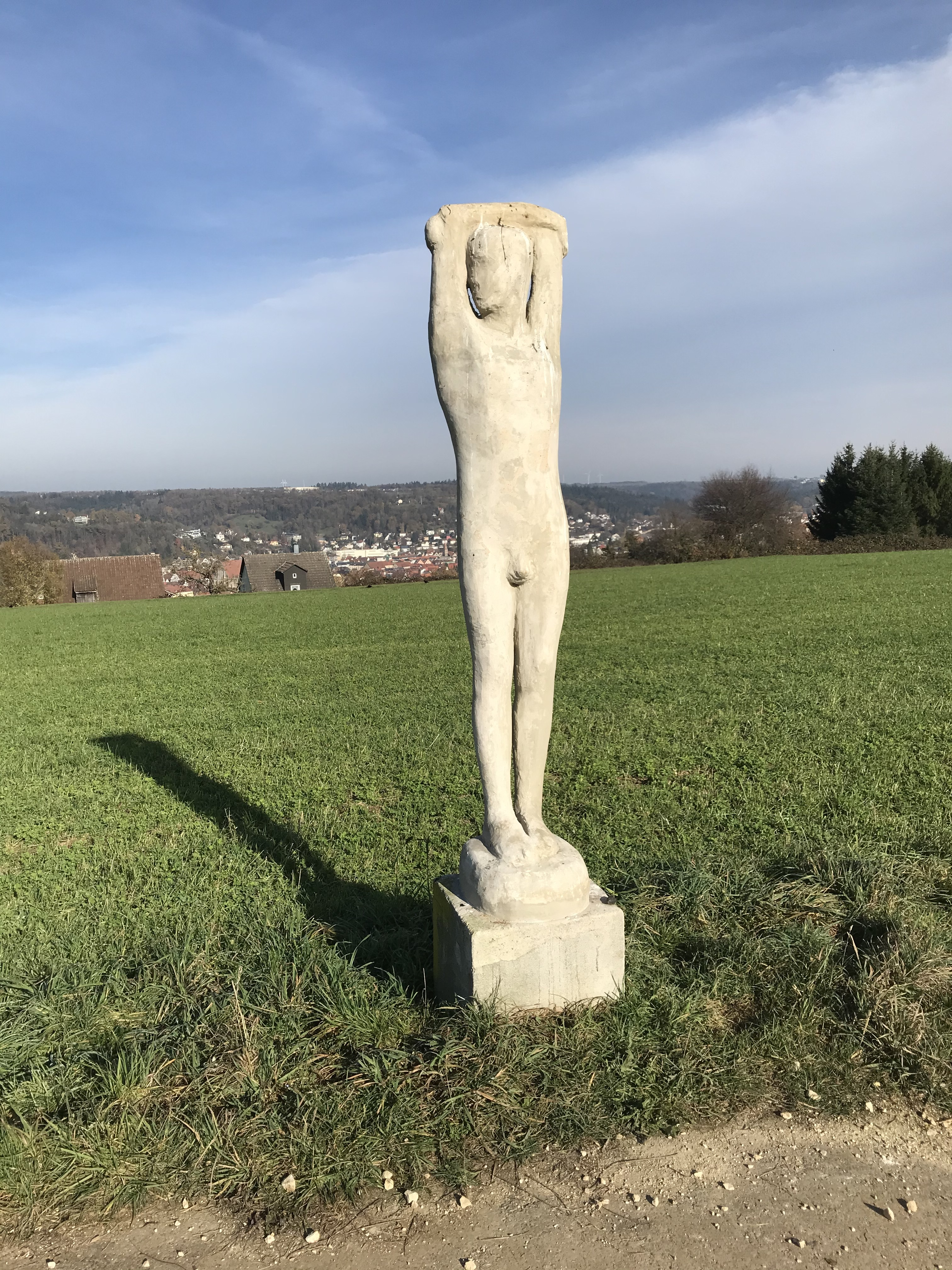
Rolf Haug: Stele, Betonguss, um 1965
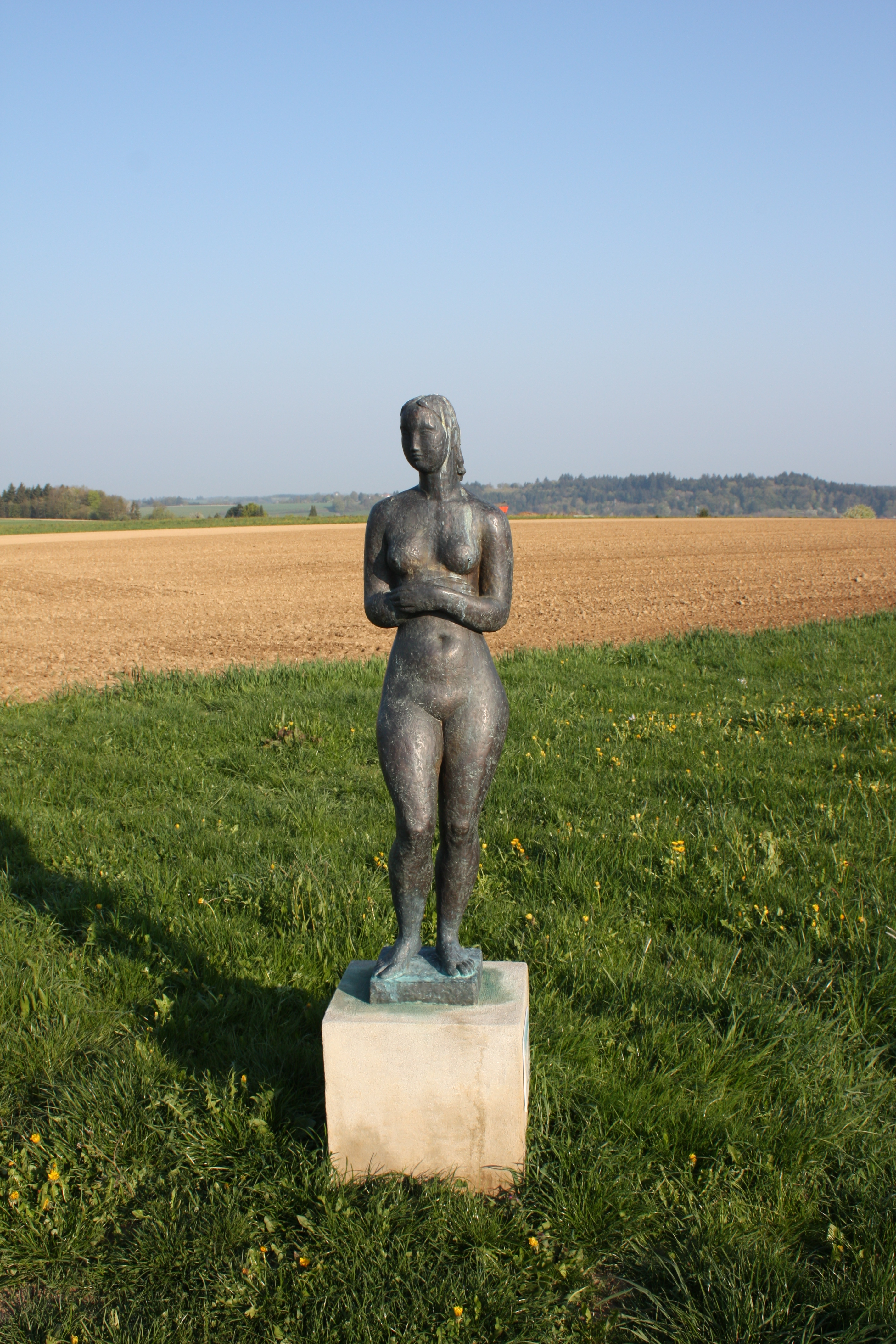
Jakob Wilhelm Fehrle, Mädchen, Bronzeguss, 1952
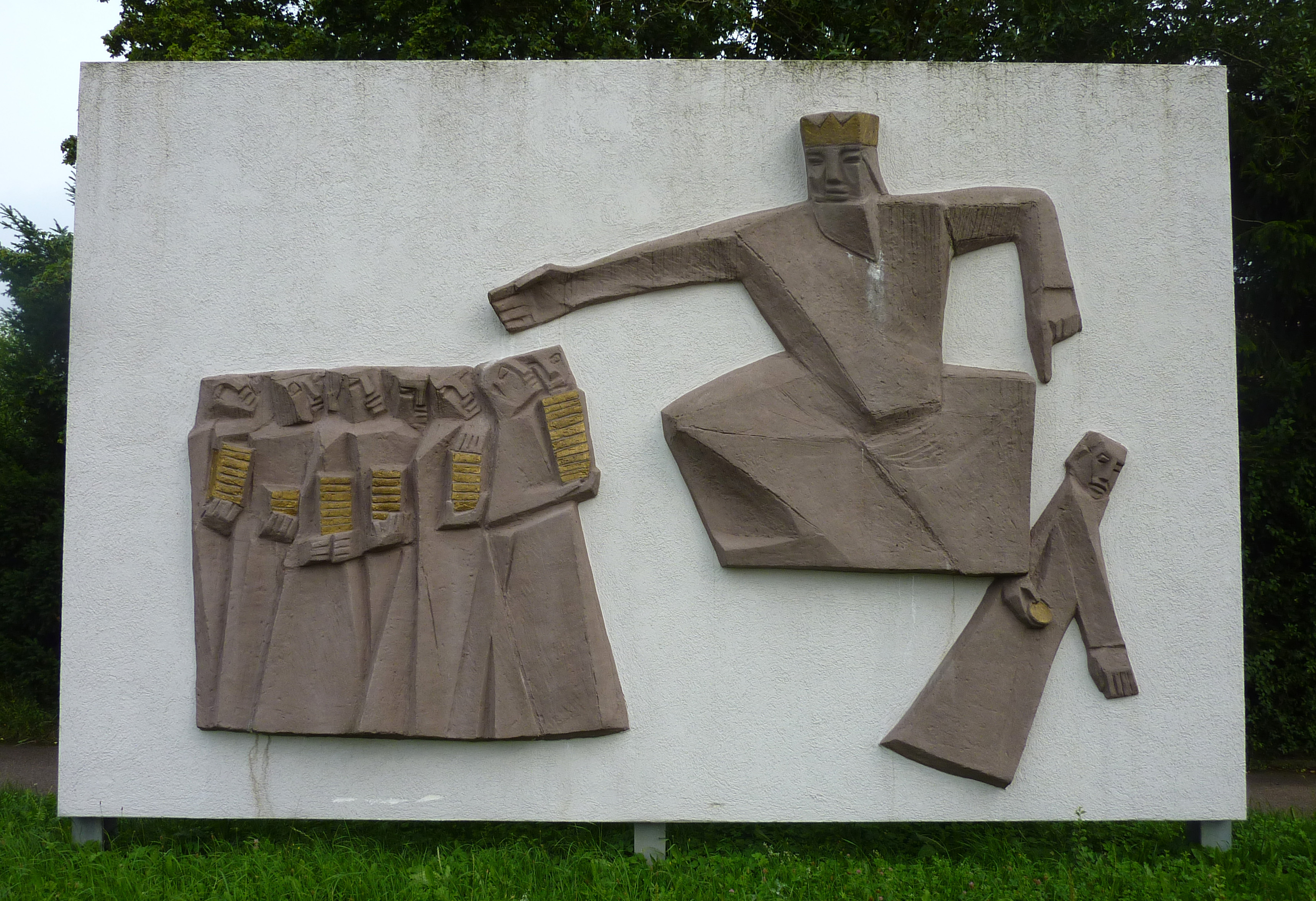
Paulamaria Walter: Die anvertrauten Pfunde, Sandsteinrelief, 1963
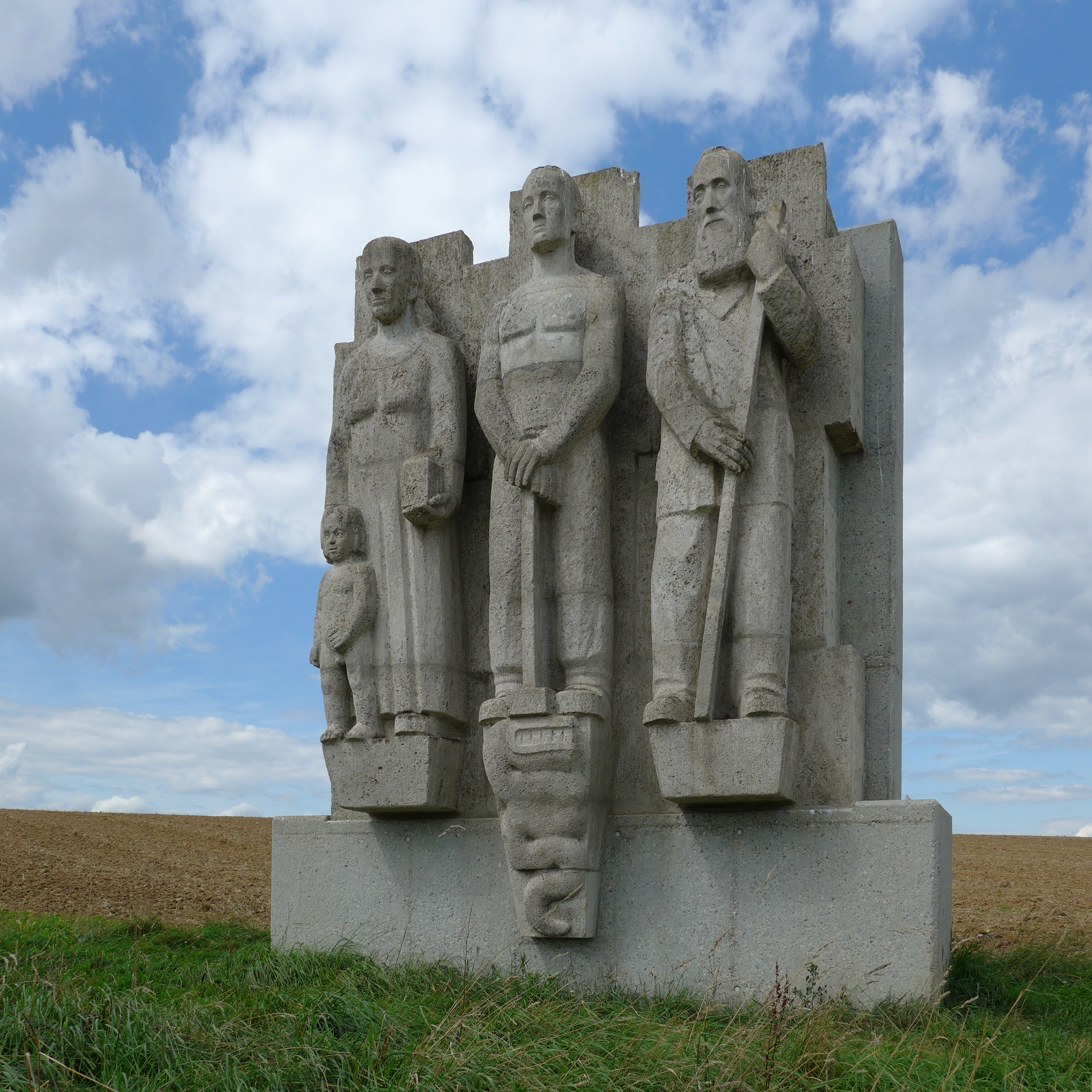
Adolf Bidlingmaier: Lebensalter, Muschelkalkrelief, 1939
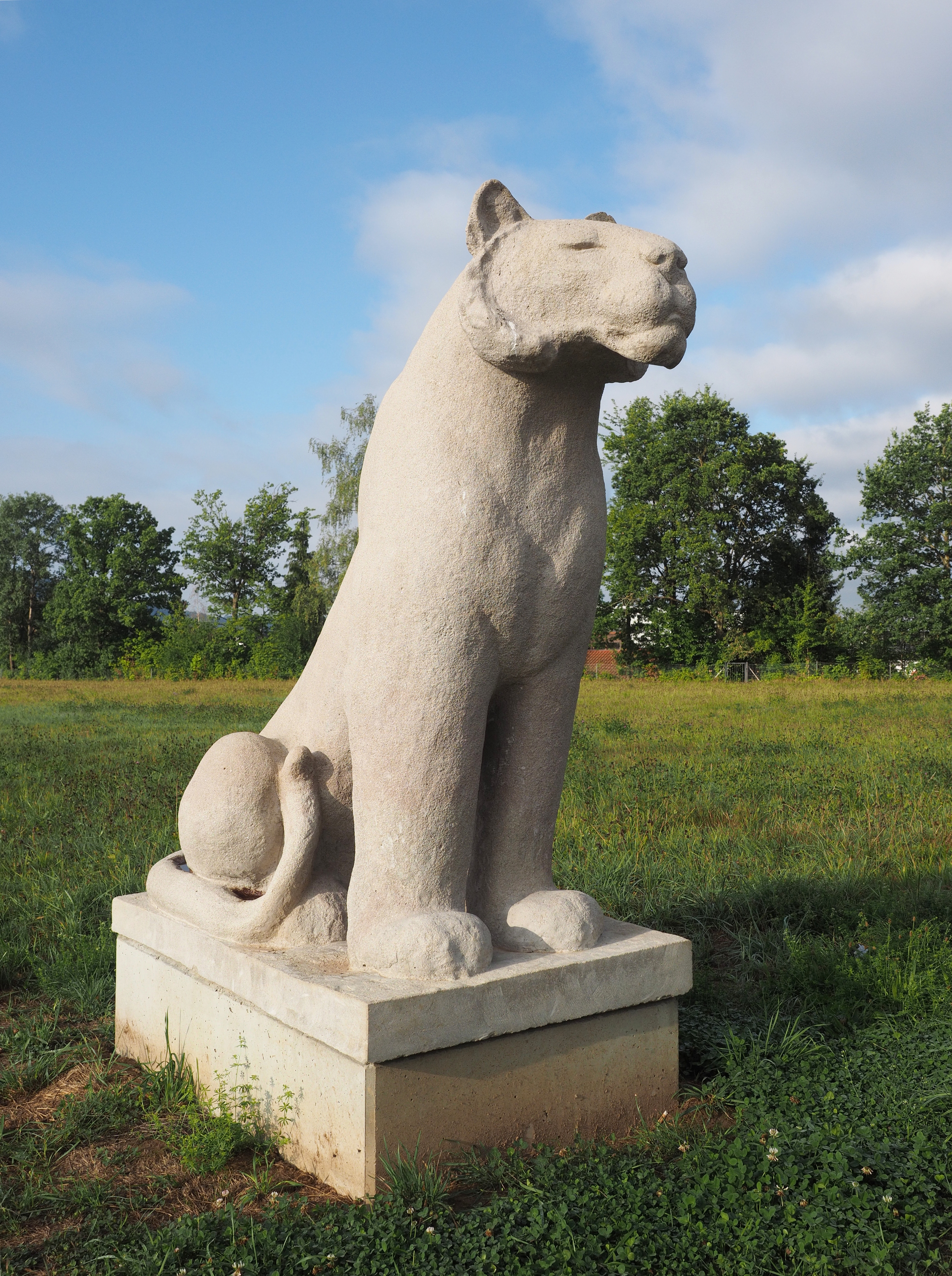
Eugen Ferdinand Greiner, Sitzender Löwe, Steinskulptur, um 1935
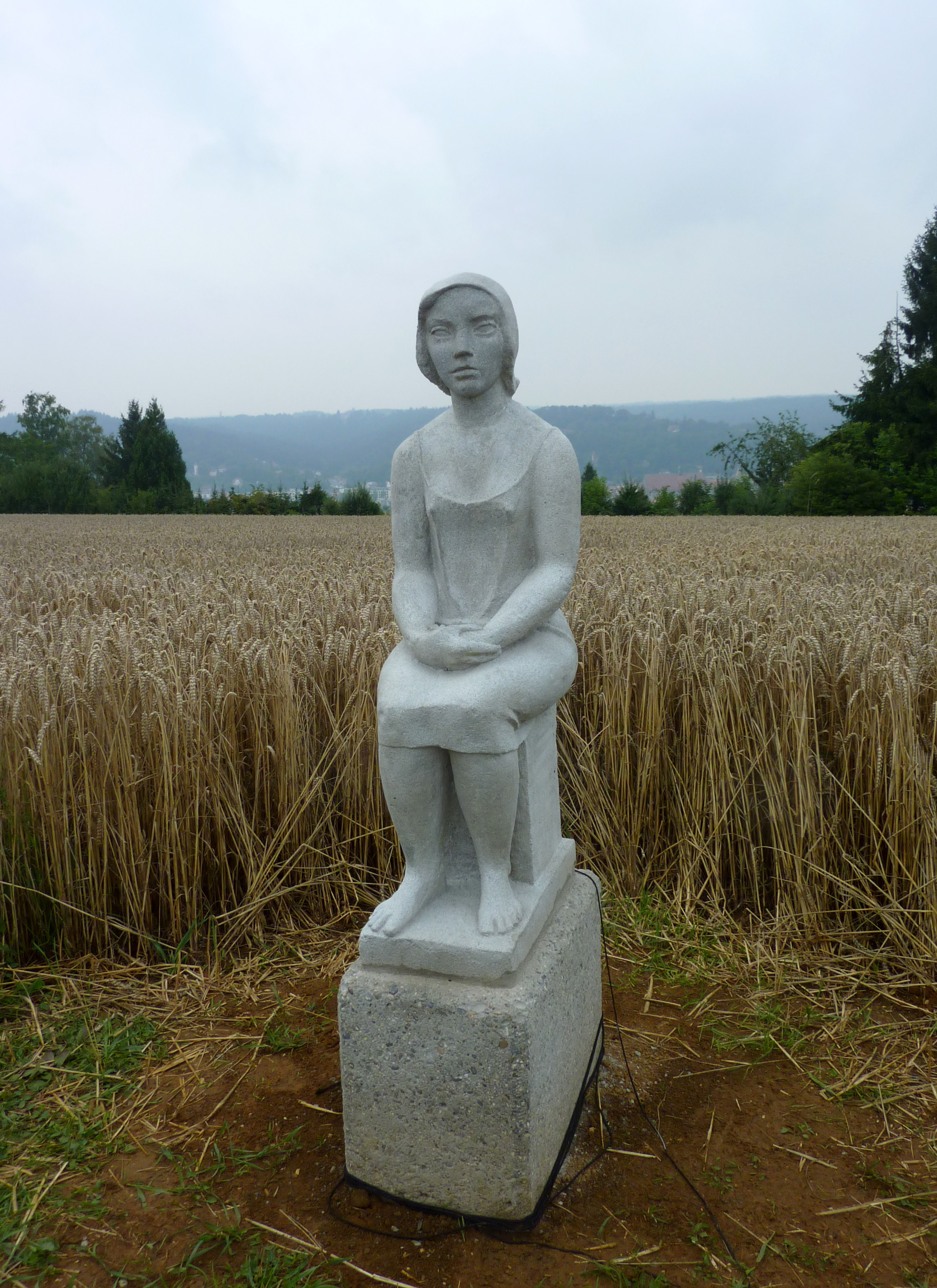
Albert Holl, Sitzendes Mädchen,  Steinskulptur, 1932
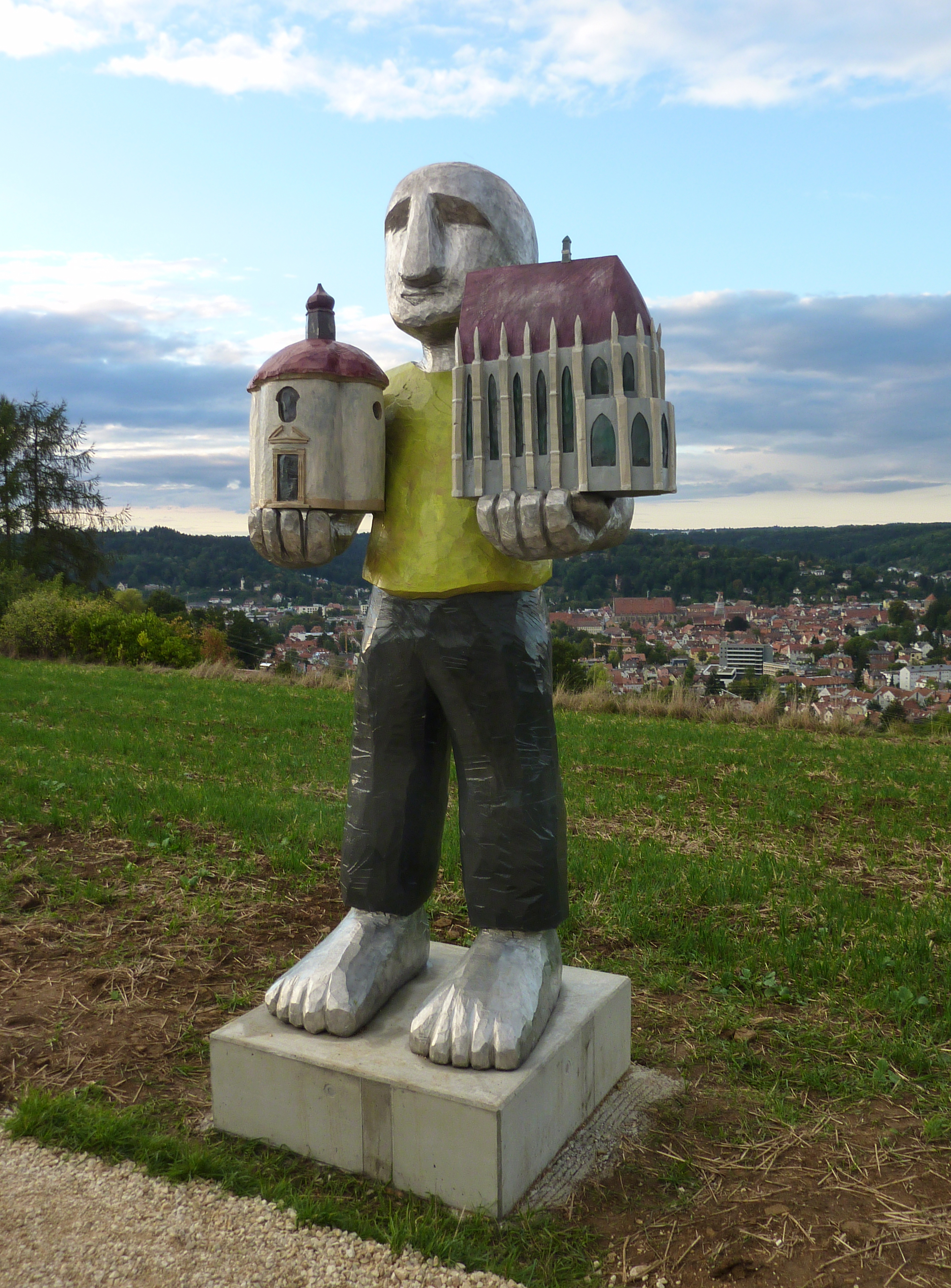
Daniel Wagenblast: Wallfahrer, Aluguss, 2013
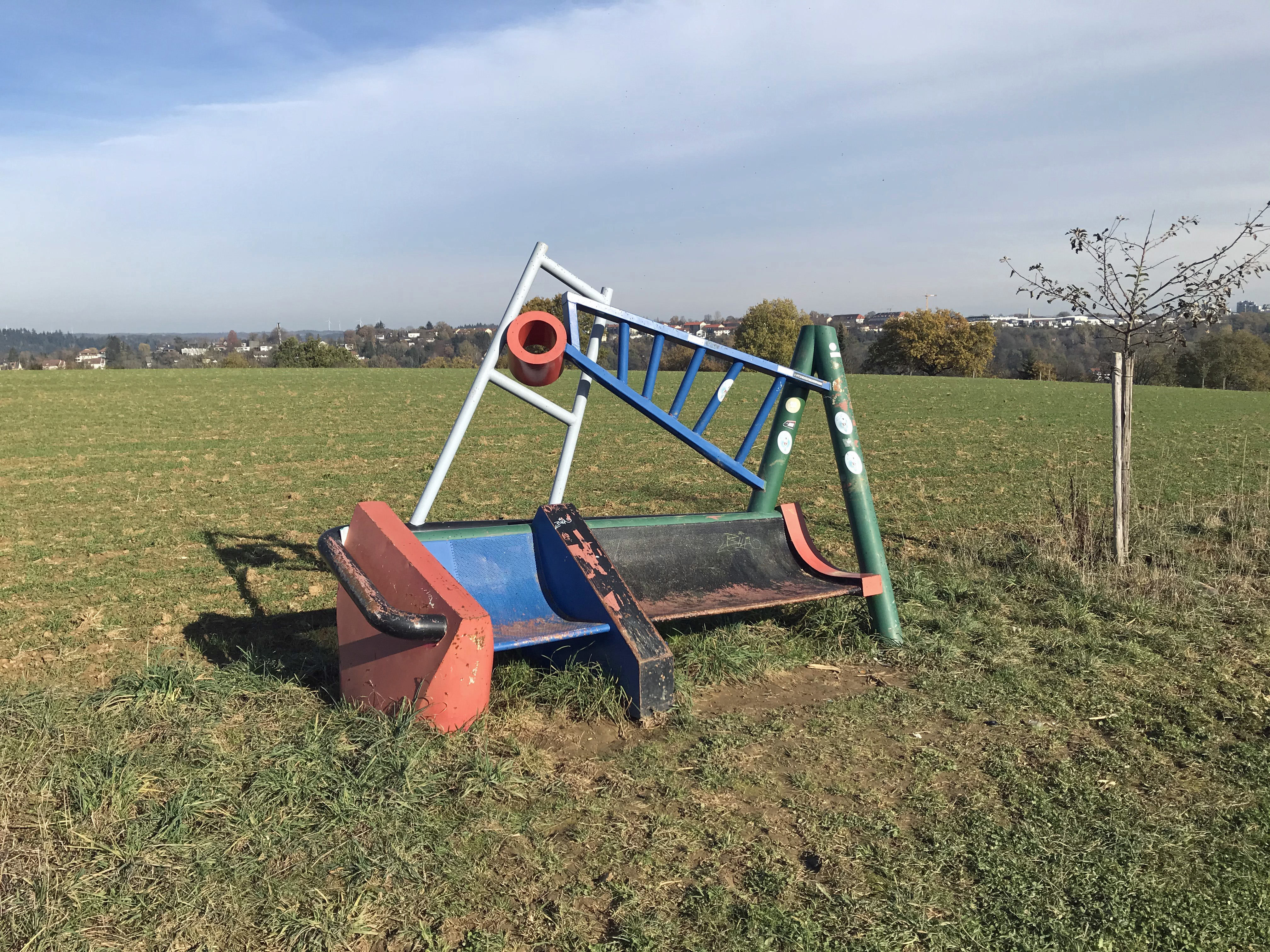
Klaus H. Hartmann: Bank, Metall, 1987
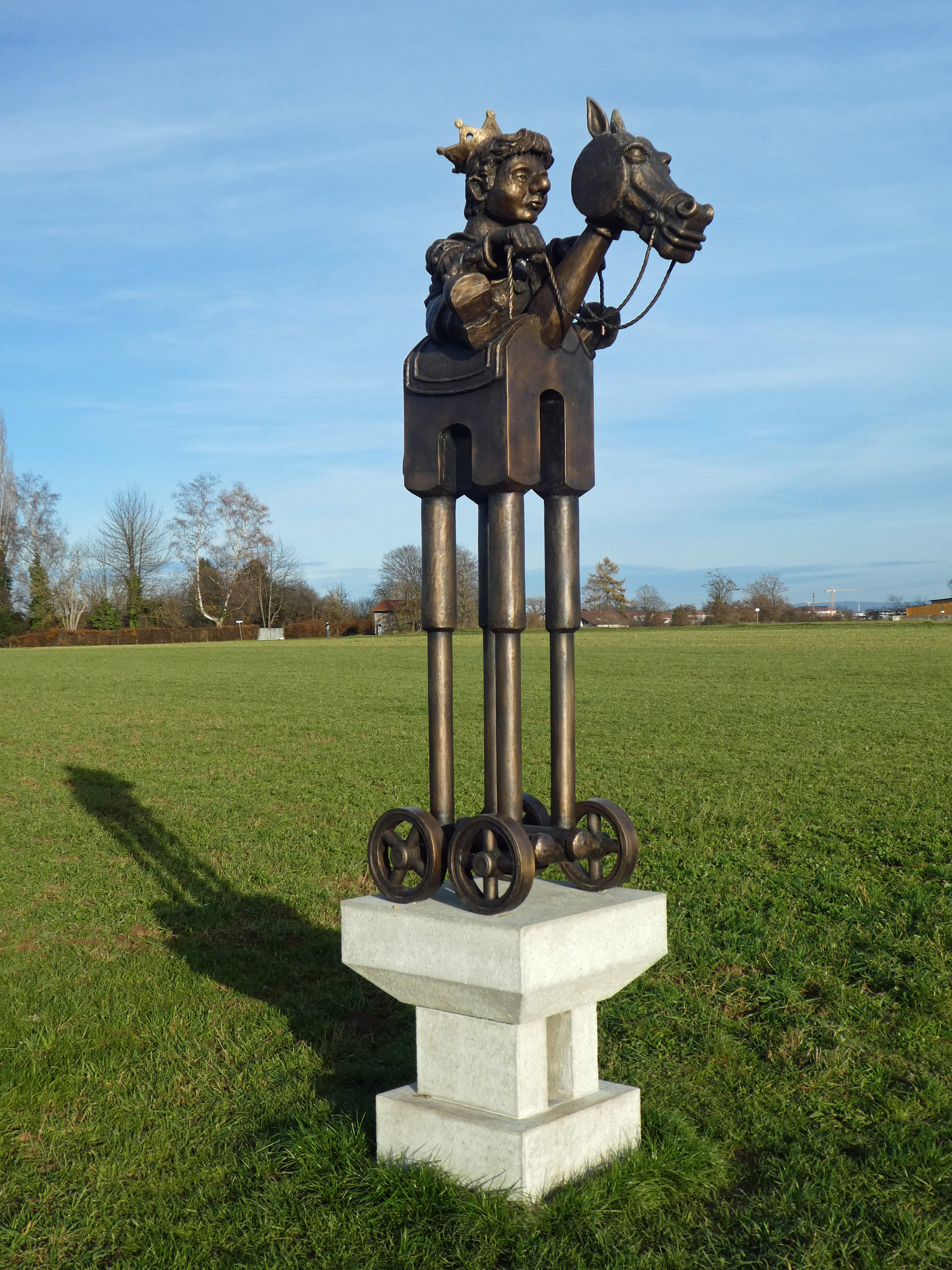
Andreas Futter: Weitblick, Bronze, 2020
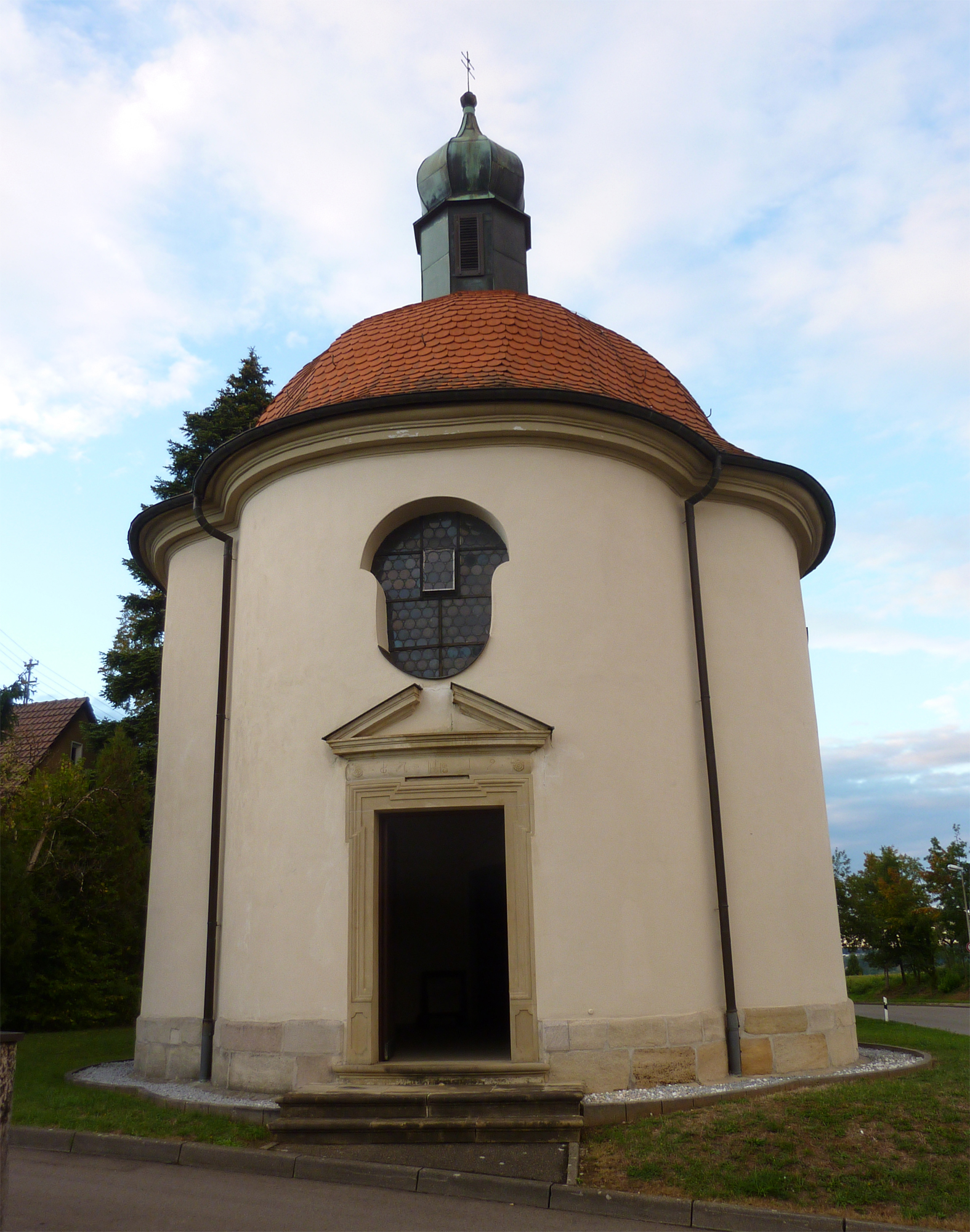
Marienkapelle, Barockbau, 1719